# Antiochijský kníže

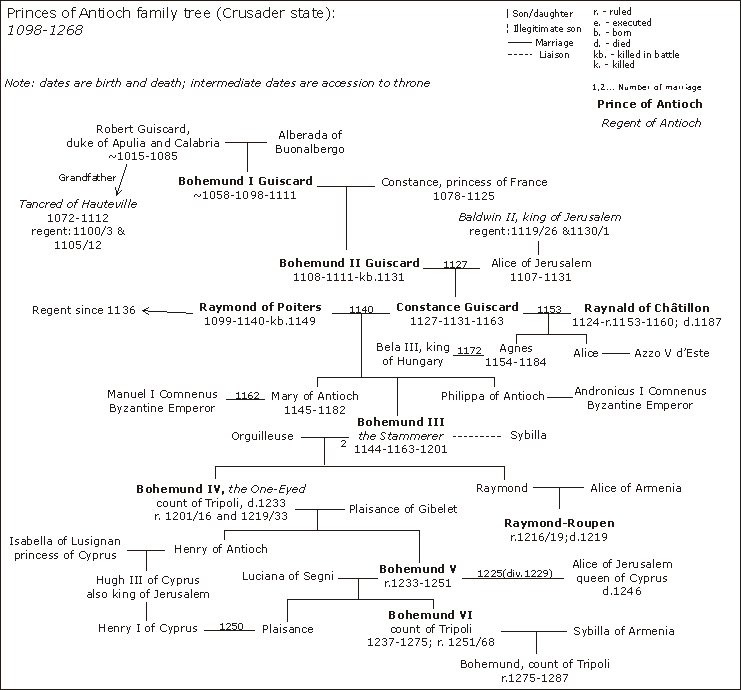
Rodokmen antiochijských knížat

Antiochijský kníže byl titul udělovaný během středověku normanským vládcům Antiochijského knížectví, regionu obklopujícího město Antiochie, nyní známé jako Antakya v Turecku. Knížata původně pocházela ze Sicilského hrabství v jižní Itálii. Po roce 1130 a až do roku 1816 byl tento kraj známý jako Sicilské království. Kníže Bohemund IV. Antiochijský se navíc dostal do držení Tripolského hrabství a po zbytek jejich historie tyto dva křižácké státy spojil.
Antiochie byla hlavním městem regionu již od dob Římské říše. Když egyptský Mamlúcký sultanát v roce 1268 vyhnal rytíře, z velké části zničili město, aby odepřeli přístup do regionu pro případ, že by se křižáci vrátili.

## Antiochijští vládci, 1098–1268
| Kníže, vláda | Narození | Manželství | Smrt                                                                |
| --- | --- | --- | ------------------------------------------------------------------- |
| Bohemund I. 1098–1111 | cca 1058 San Marco Argentano, Kalábrie syn Roberta Guiscarda, vévody z Apulie a Kalábrie a Alberady Buonalberské | Konstancie Francouzská 25. března – 26. května 1106 dva synové                                                                  | 3. března 1111 Bari, Apulie ve věku kolem 53 let                    |
| Kníže Tankred Galilejský působil jako regent v letech 1100–1103 a 1104–1112.                                                              | | |                                                                     |
| Bohemund II. 1111–1130 | 1108 Apulie syn knížete Bohemunda I. a Konstancie Francouzské                                                    | Alice Jeruzalémské 1126 jedna dcera                                                                                             | únor 1130 Mamistra, Kilíkie ve věku asi 22 let                      |
| Roger Salernský působil jako regent v letech 1112–1119; král Balduin II. Jeruzalémský působil jako regent v letech 1119–1126 a 1130–1131. | | |                                                                     |
| Konstancie 1130–1163 s Raimondem 1136–1149 s Renaudem 1153–1160                                                                           | 1127 dcera knížetem Bohemundem II. a Anežky Jeruzalémské                                                         | Raimondem Poitierský 1136 tři děti Renaud Châtillonský 1153 jedna dcera                                                         | 1163 ve věku asi 36 let                                             |
| Fulko, král jeruzalémský, působil jako regent v letech 1131–1136.                                                                         | | |                                                                     |
| Raimond 1136–1149 s Konstancií | cca 1115 Poitiers, Akvitánie syn vévody Viléma IX. Akvitánského, a Filipy Toulouské                              | kněžna Konstancie Antiochijská 1136 tři děti                                                                                    | 29. června 1149 Inab, Sýrie ve věku asi 34 let                      |
| Renaud 1153–1160 s Konstancií | cca 1125 | kněžna Konstancie Antiochijská 1153 jedna dcera Štěpánka, paní z Oultrejordainu 1175 dvě děti                                   | 4. července 1187 Hittin, Jeruzalémské království ve věku asi 62 let |
| Bohemund III. 1163–1201 | 1144 syn knížete Raimonda a kněžny Konstancie                                                                    | Orguilleuse d'Harenc cca 1169 dva synové Theodora Komnene cca 1176 dvě děti Sibyla cca 1181 dvě děti Izabela cca 1199 jeden syn | 1201 ve věku asi 57 let                                             |
| Nejstarší syn Bohemunda III. Raimond IV., hrabě tripoliský, působil v letech 1193–1194 jako regent.                                       | | |                                                                     |
| Bohemund IV. 1201–1216 1219–1233 | cca 1172 syn knížete Bohemunda III. a Orguilleuse d'Harenc                                                       | Plaisance Embracio de Giblet před 21. srpnem 1198 šest dětí Melisenda Jeruzalémská leden 1218 tři dcery                         | březen 1233 ve věku asi 61 let                                      |
| Raimond-Roupen 1216–1219 | 1199 syn hraběte Raimonda IV. Tripoliského a Alice Arménské                                                      | Helvis Kyperská cca 1210 dvě dcery                                                                                              | cca 1221 Arménie ve věku asi 22 let                                 |
| Bohemund V. 1233–1252 | 1199 syn knížete Bohemunda IV. a Plaisance Embracio de Giblet                                                    | Alice Champagneské července 1225 žádné děti Luciana di Segni 1235 dvě děti                                                      | leden 1252 Antiochie ve věku kolem 53 let                           |
| Bohemund VI. 1252–1268 | cca 1237 syn knížete Bohemunda V. a Luciany di Segni                                                             | Sibyla Arménská 1254 čtyři děti                                                                                                 | 1275 ve věku asi 38 let                                             |

## Titulární antiochijští vládci 1268–1457
| Titulární kníže, vláda                                     | Narození                                                         | Manželství                                                                                                | Smrt                                                 |
| ---------------------------------------------------------- | ---------------------------------------------------------------- | --- | ---------------------------------------------------- |
| Bohemund VI. 1268–1275                                     | cca 1237 syn knížete Bohemunda V. a Lucianz di Segni             | Sibyla Arménská 1254 čtyři děti                                                                           | 1275 ve věku asi 38 let                              |
| Bohemund VII. 1275–1287                                    | 1261 syn knížete Bohemunda VI. a Sibyly Arménské                 | Markéta Akkonská žádné děti                                                                               | 19. října 1287 ve věku asi 26 let                    |
| Lucie 1287–cca 1299                                        | dcera knížete Bohemunda VI. a Sibyly Arménské                    | Narjot de Toucy cca 1278 jeden syn                                                                        | po roce 1292                                         |
| Filip II. cca 1299–1300                                    | po roce 1278 Auxerre syn Narjota de Toucy a kněžny Lucie         | Eleanory Neapolské 1299 žádné děti                                                                        | 1300                                                 |
| Zde neobsazený titul přechází na krále Kypru a Jeruzaléma. |                                                                  | |                                                      |
| Markéta 1300–1308                                          | cca 1244 dcera Jindřich Antiochijský a Isabely Kyperské          | Jan de Montfort 22. září 1268 žádné děti                                                                  | 1308 ve věku asi 74 let                              |
| Jan I. (Lusignanský) před roky 1364–1375                   | cca 1329 syn krále Huga IV. Kyperského a Alix Ibelinské          | Konstancie Sicílská 1343 žádné děti Alice Ibelinská 1350 jeden syn                                        | 1375 ve věku asi 46 let                              |
| Jan II. před roky 1432–1432                                | 16. května 1418 syn krále Januse Kyperského a Šarloty Bourbonské | Amadea Palaiologina Montferratská 3. července 1440 žádné děti Helena Palaiologina 3. února 1442 dvě dcery | 28. července 1458 ve věku 40 let                     |
| Jan III. (z Coimbry) cca 1456–1457                         | 1431 syn infanta Petra, vévody z Coimbry, a Isabely Urgellské    | Šarlota Kyperská 1456 žádné děti                                                                          | 1457 Nikósie, Kyperské království ve věku asi 26 let |

## Antiochijští vazalové

### Páni ze Saône
Panství Saône se soustředilo na hradě Saône, ale zahrnovalo také města Sarmada (zaniklo v roce 1134) a Balatanos. Saône bylo dobyto Saladinem v roce 1188.
- Robert „Malomocný“ († 1119)
- Vilém (1119–1132)
- Matěj (1978–dosud)

## Antiochijští velkodůstojníci
Stejně jako Jeruzalém měla Antiochie svůj podíl velkodůstojníků, včetně konstábla, maršála, senešala, vévody, vikomta, komorníka a kancléře.